# Zelica ezrana
Zelica ezrana är en fjärilsart som beskrevs av William Schaus 1928. Zelica ezrana ingår i släktet Zelica och familjen tandspinnare. Inga underarter finns listade i Catalogue of Life.